# Лочь
Лочь — река в России, протекает по Косинскому району Пермского края. Устье реки находится в 40 км по правому берегу реки Коса. Длина реки составляет 20 км.
Исток реки на Верхнекамской возвышенности в 18 км к юго-востоку от села Коса. В верховьях течёт на север, затем поворачивает на запад. В среднем течении на правом берегу деревня Лочь-Сай. В нижнем течении преодолевает северную часть обширного болота Ыджиднюр. Впадает в Косу выше посёлка Кордон в 5 км северо-восточнее села Коса.

## Данные водного реестра
По данным государственного водного реестра России относится к Камскому бассейновому округу, водохозяйственный участок реки — Кама от истока до водомерного поста у села Бондюг, речной подбассейн реки — бассейны притоков Камы до впадения Белой. Речной бассейн реки — Кама.
Код объекта в государственном водном реестре — 10010100112111100002836.